# Delfshaven
Pour la station de métro, voir Delfshaven (métro de Rotterdam).
Delfshaven est un arrondissement de Rotterdam, situé sur la rive droite de la Nouvelle Meuse. Le 1er janvier 2017, il compte 75 782 habitants et occupe une superficie de 5,80 km2.

## Toponymie
Delfshaven signifie « port de Delft » en néerlandais, ce port étant situé sur l'embouchure de la Delfshavense Schie.

## Géographie

### Administration
Delfshaven est d'abord administrativement sous la tutelle de Delft. En 1795, elle devient une commune indépendante, jusqu'à son annexion par Rotterdam le 30 janvier 1886.

### Quartiers

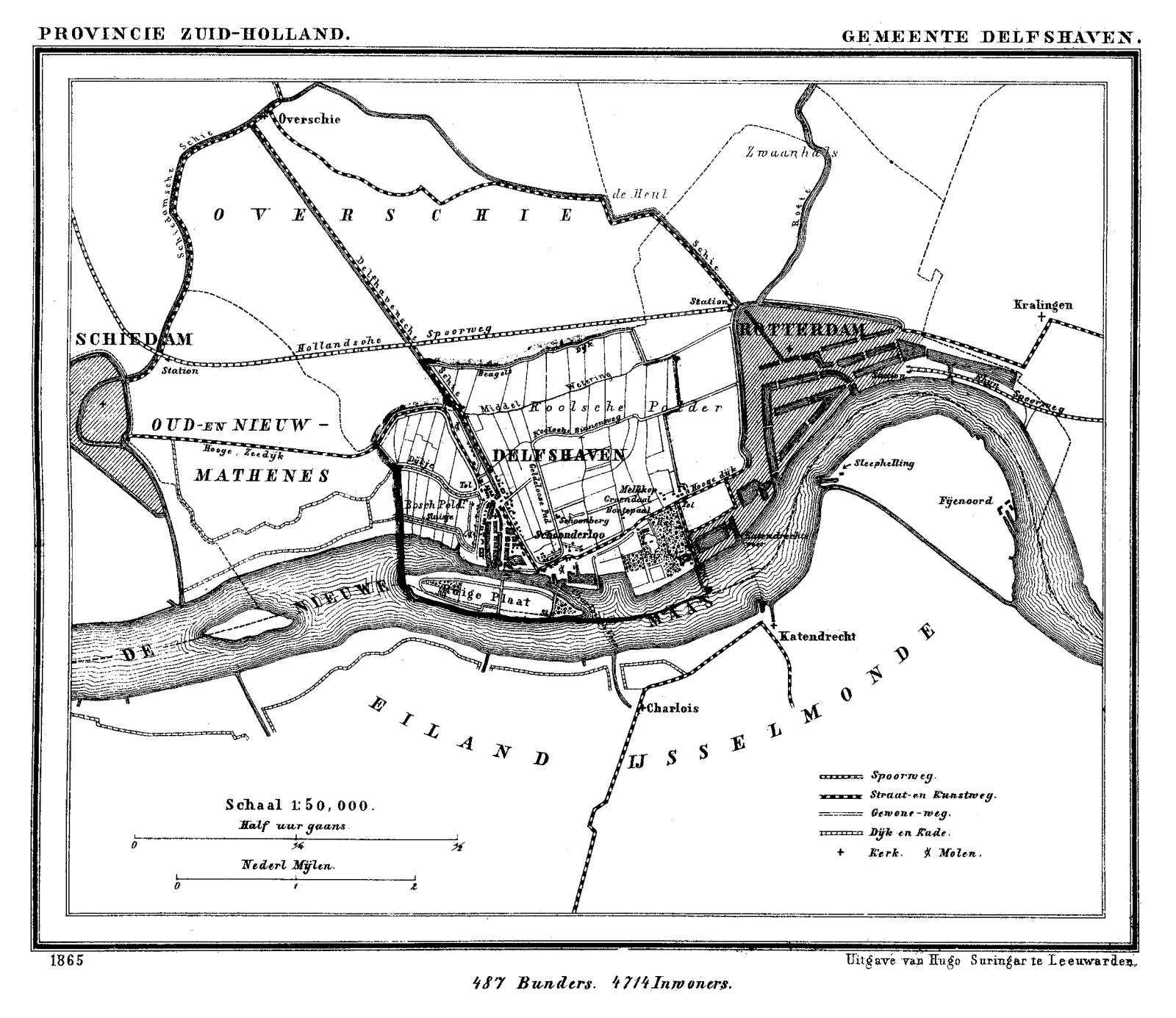
Carte de Delfshaven (1865)

L'arrondissement est constitué de sept quartiers :
- Delfshaven/Schiemond
- Bospolder/Tussendijken
- Spangen
- Oud-Mathenesse
- Nieuw-Mathenesse
- Nieuwe Westen
- Middelland

## Histoire

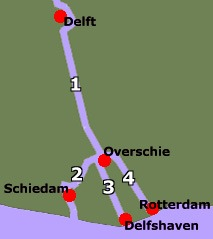
4schieen

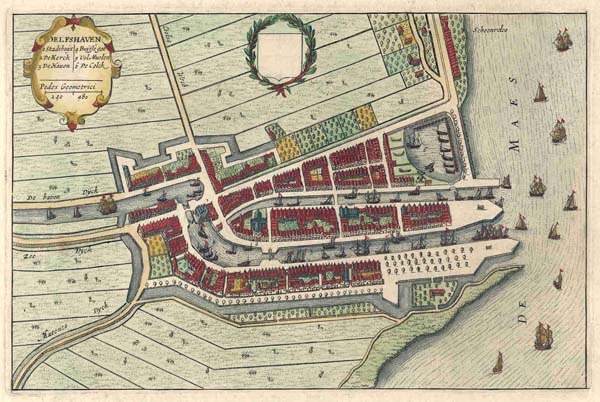
Delfshaven, dans la collection de Joan Blaeu Tooneel der Steeden, 1649

### Moyen Âge
La population s'aggloméra autour du port créé en 1389 pour desservir Delft. Puisque cette ville ne fut pas fondée le long d'une rivière navigable, l'érection d'infrastructures portuaires permit à Delft de recevoir des vaisseaux marchands et ainsi, de ne pas être soumise aux droits douaniers imposés par la ville voisine de Schiedam, qui collectait une taxe élevée lors des passages de navires sur les eaux de la Schie. A la même époque, Rotterdam souhaitait également un accès moins onéreux vers Delft, et entreprit un autre canal reliant Rotterdam et Delft, en passant par la ville de Overschie plutôt que par Schiedam et en empruntant certains des lits naturels de la Shie. Pendant plusieurs années, les trois villes, Delft, Rotterdam et Schiedam, furent en désaccord, ce qui résulta en trois voies allant de la rivière principale (de nos jours la Nouvelle Meuse) à la ville de Overschie. Delfshaven fut créé à l'endroit où le canal bâti par la ville de Delft rencontrait l'embouchure de la Meuse.

### XVIIesiècle
Au début du XVIIe siècle, de nombreux protestants anglais persécutés pour leur religion viennent vivre dans les villes néerlandaises de Leyde et Amsterdam. Certains d'entre eux souhaitent émigrer en Amérique du nord, un pays où ils pourront exercer librement leur religion. Le roi d'Angleterre approuve leurs plans. Un groupe d'environ 30 personnes, incluant William Bradford, qui prendra ensuite la direction du groupe, embarque sur la Speedwell le 22 juillet 1620. Ce groupe rejoint Southampton après un voyage de quatre jours. La Speedwell n'est pas en état de faire la traversée de l'Atlantique. Le groupe embarque alors sur le Mayflower, où un total de 101 pèlerins, les « pères pèlerins », prennent la mer. Ils arrivent en novembre 1620 en Amérique du Nord, débarquant à Cape Cod, où ils fondent la deuxième colonie britannique. Un an après leur arrivée en Amérique, ils organisent une célébration religieuse pour célébrer leur survie qui a été difficile et rendue possible par l'aide des américains natifs. Cette célébration donne naissance aux célébrations annuelles de Thanksgiving aux États-Unis et au Canada,.
L'église des Pères pèlerins (Oude de Pelgrimvaderkerk) est située sur le quai Voorhaven, rue Aelbrechtskolk. L'église est bâtie en 1417 comme une église catholique. En 1574, après la Réforme, l'église devient protestante.
Les activités portuaires sont de plus en plus importantes. Une maison des portefaix (het Zakkendragershuisje) est construite en 1653. Les portefaix (porteurs de sac), lorsqu'ils sont membres de la guilde des porteurs (zakkendragersguilde), viennent dans ce bâtiment lorsqu'un bateau arrive. Un système de tirage au sort prend place pour désigner les porteurs qui auront le droit de participer au transport des marchandises du bateau, car de nombreux hommes souhaitent faire ce travail. Le système de tirage au sort permet à chaque homme d'avoir les mêmes possibilités de porter. Le portage se fait sur le dos, sans utilisation de machines, et est relativement bien rémunéré.

### XVIIIesiècle
Plusieurs moulins sont construits à Delfshaven au XVIIIe siècle. Le Distilleerketel est un de ces moulins, un moulin à grain servant à la distillerie, construit en 1727.

### XIXesiècleetXXesiècles
Delfshaven est épargné par les bombardements qui détruisent le centre de ville de Rotterdam en mai 1940. Contrairement au centre-ville qui est reconstruit de manière moderne, le quartier conserve toute son architecture ancienne.

## Économie

### Activités portuaires et commerciales
Autrefois, le quartier vivait surtout de la pêche du hareng et de la distillerie de genièvre.
La Compagnie néerlandaise des Indes occidentales y détenait d'importants entrepôts et appontements.

### Tourisme
Ce quartier a été épargné par le bombardement de Rotterdam et a conservé son architecture. La fonction touristique s'est développée, grâce aux sites ou monuments traditionnels, tels que le port, le moulin et l'église des Pères pèlerins. Les boutiques d'antiquités et les cafés et restaurants profitent d'une clientèle de touristes attirés par le cadre ancien pittoresque. Le moulin De Distilleerketel a repris son activité et prépare des farines d'une grande variété attirant surtout des touristes. Il fonctionne surtout grâce au travail de bénévoles aidant le meunier durant les week-ends car l'activité de ce moulin n'est pas économiquement rentable.
L'ancienne maison des Portefaix est devenue un point d'information touristique sur Delfshaven et les quartiers de Rotterdam environnants.

## Personnalités liées à Delfshaven
- Piet Hein (1577-1629), officier de marine, y est né ;
- Kees van Dongen (1877-1968), peintre, y est né ;
- Carola Schouten (1977), ministre (vivant) ;

## Galerie

Delfshaven
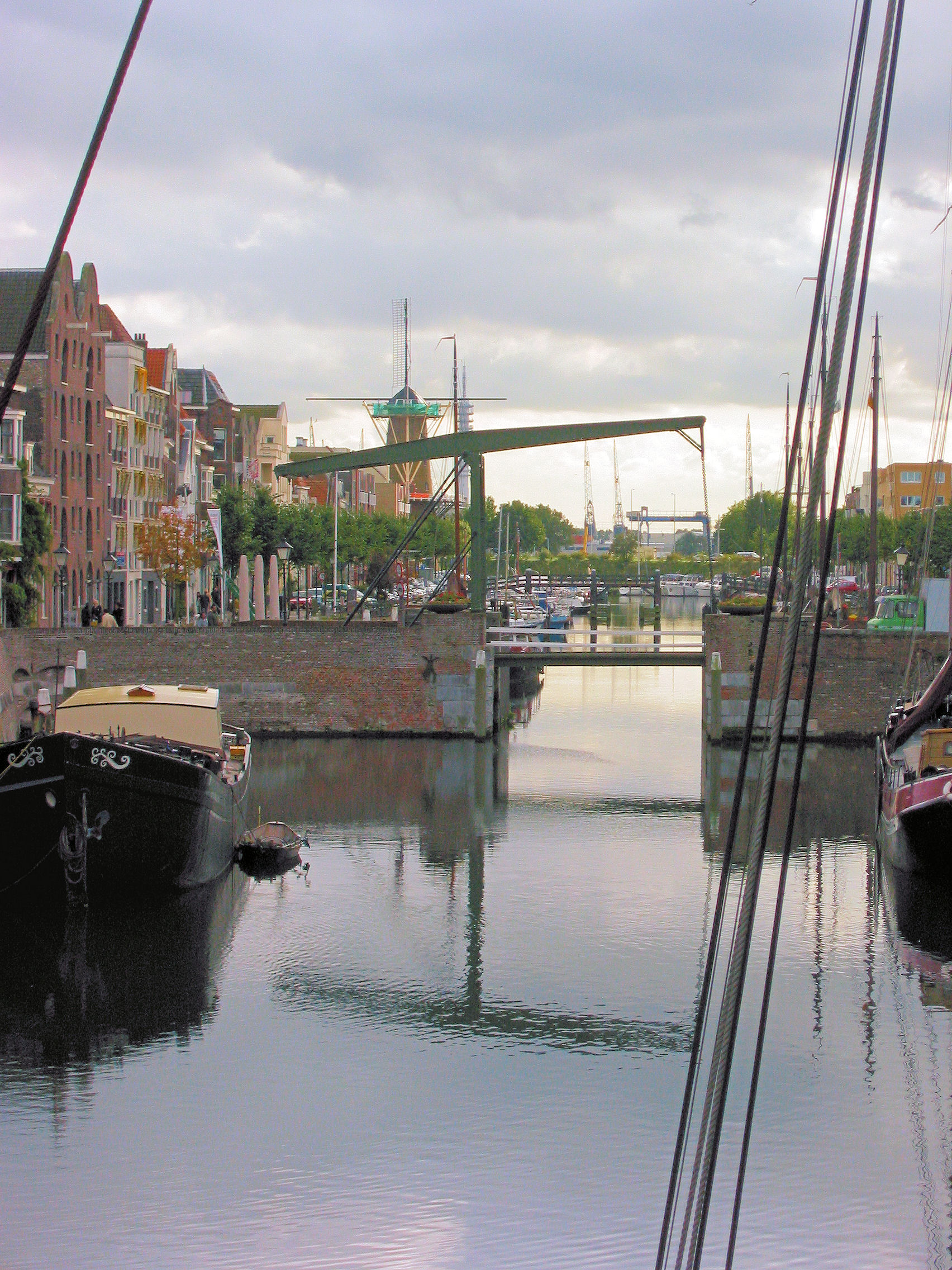
Delfshaven, le port, le pont Mouterbrug, et le moulin.
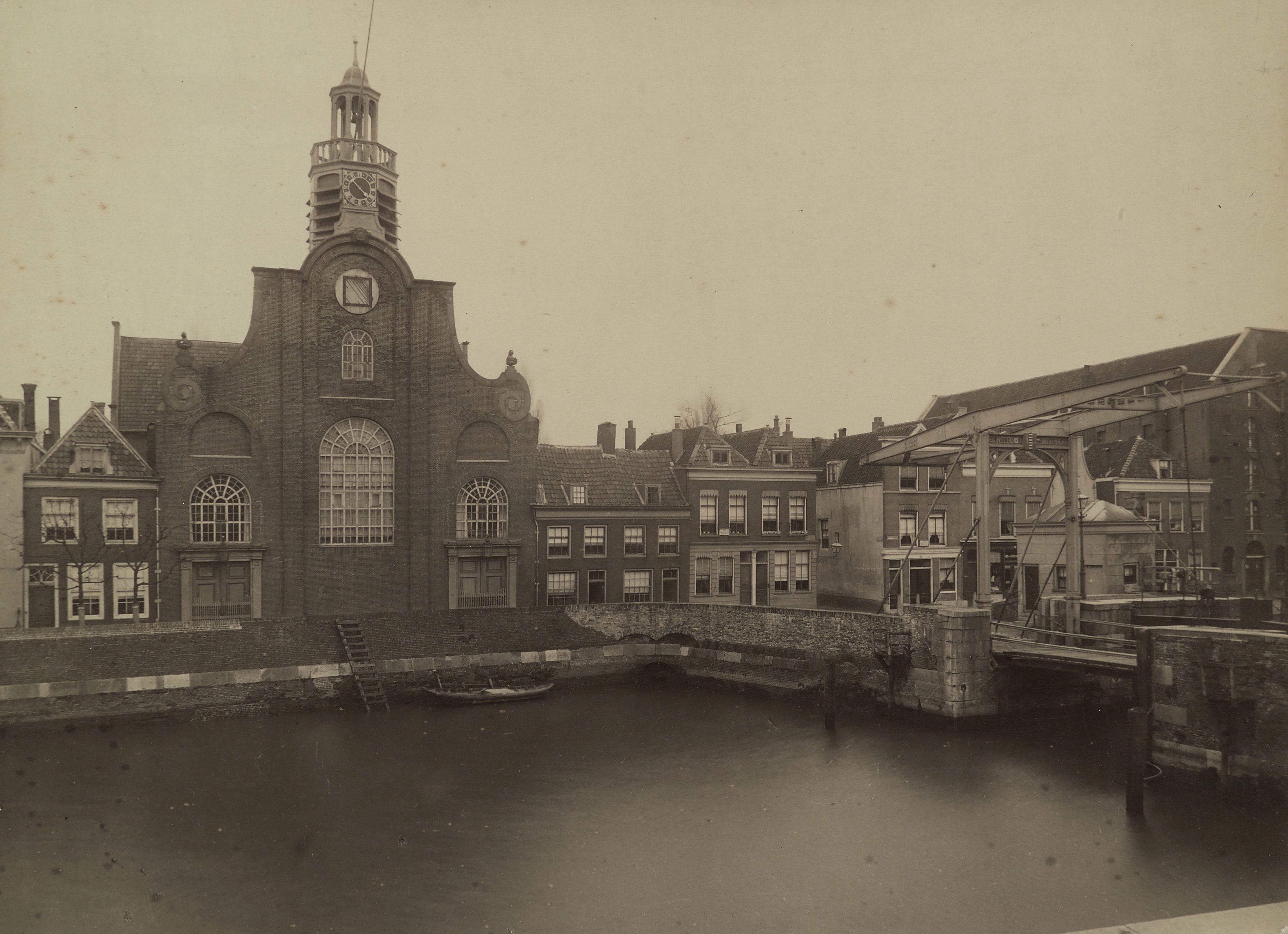
Église des Pères pèlerins.
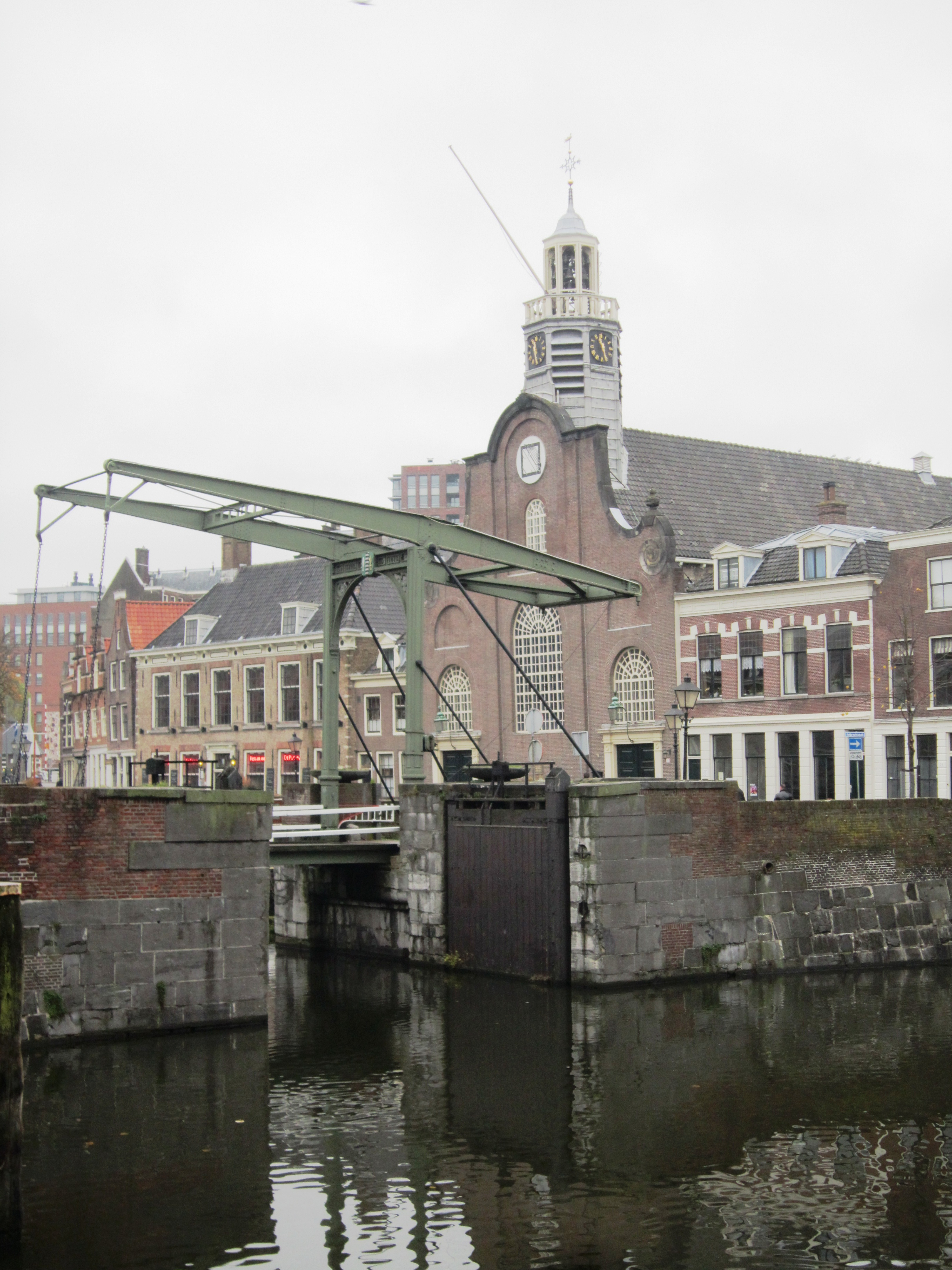
Pont levant et église des Pères Pèlerins, à Delfshaven.
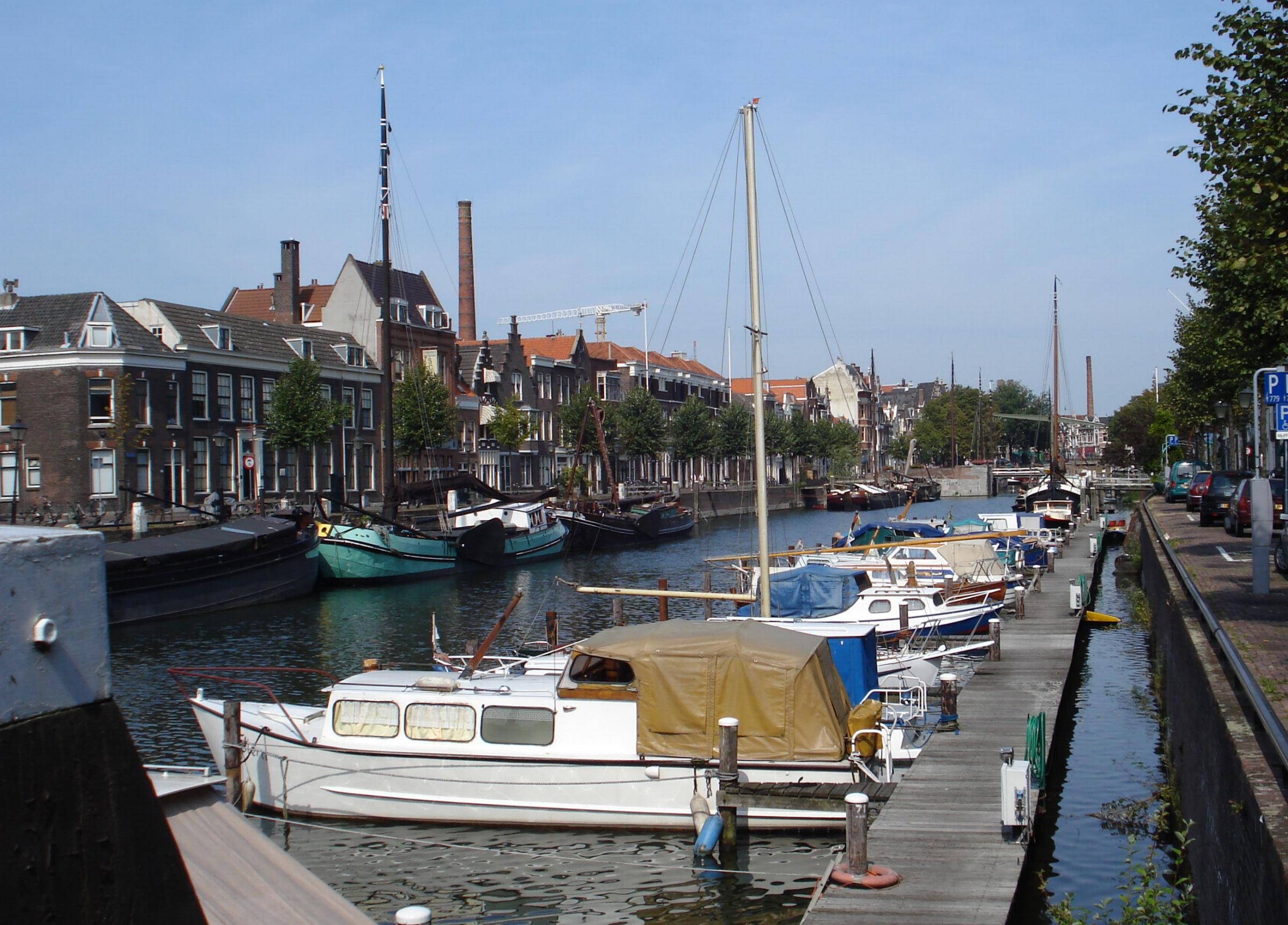
Voorhaven (avant-port), le plus ancien port de Delfshaven.
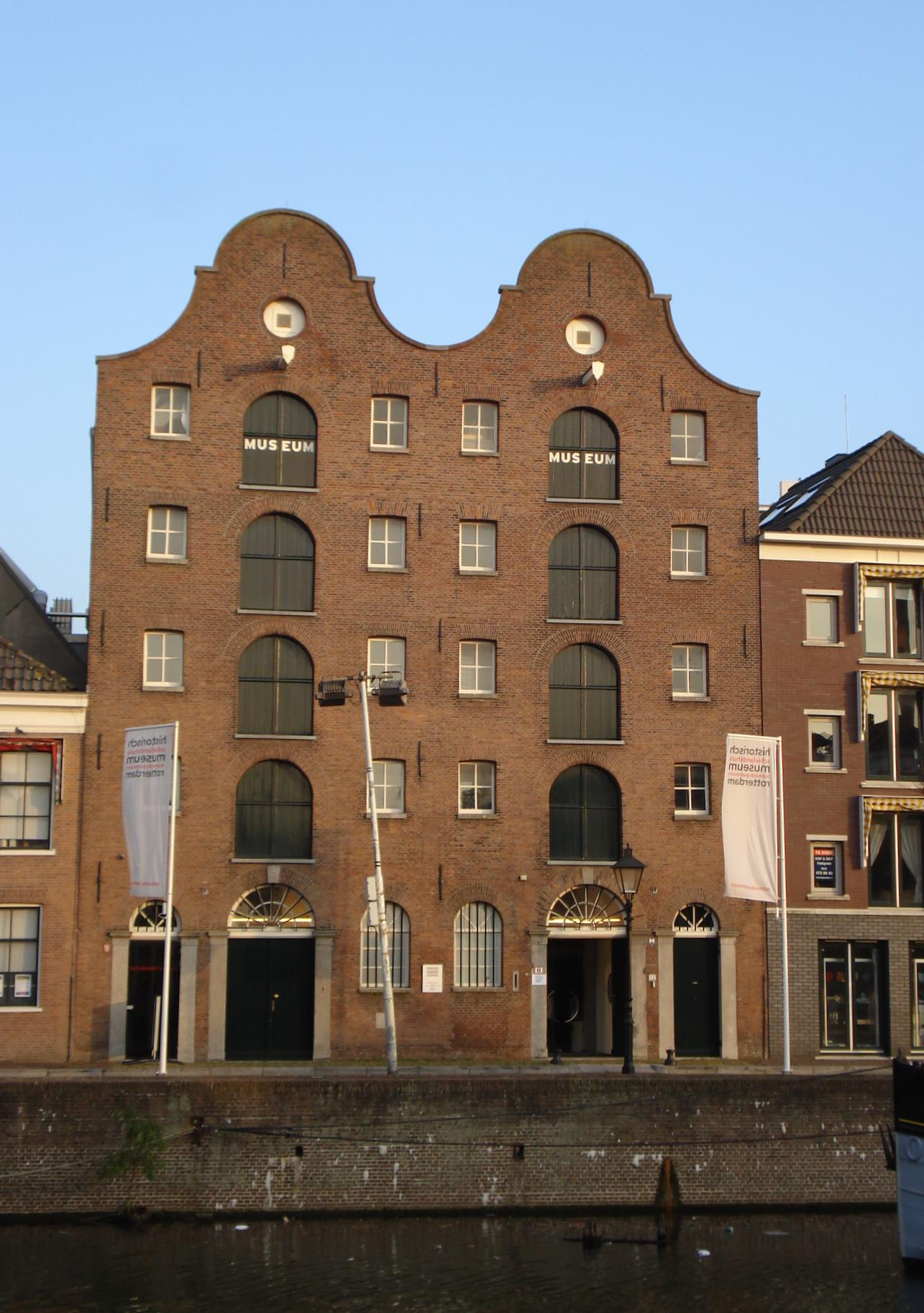
Ancien musée historique De Dubbelde Palmboom.
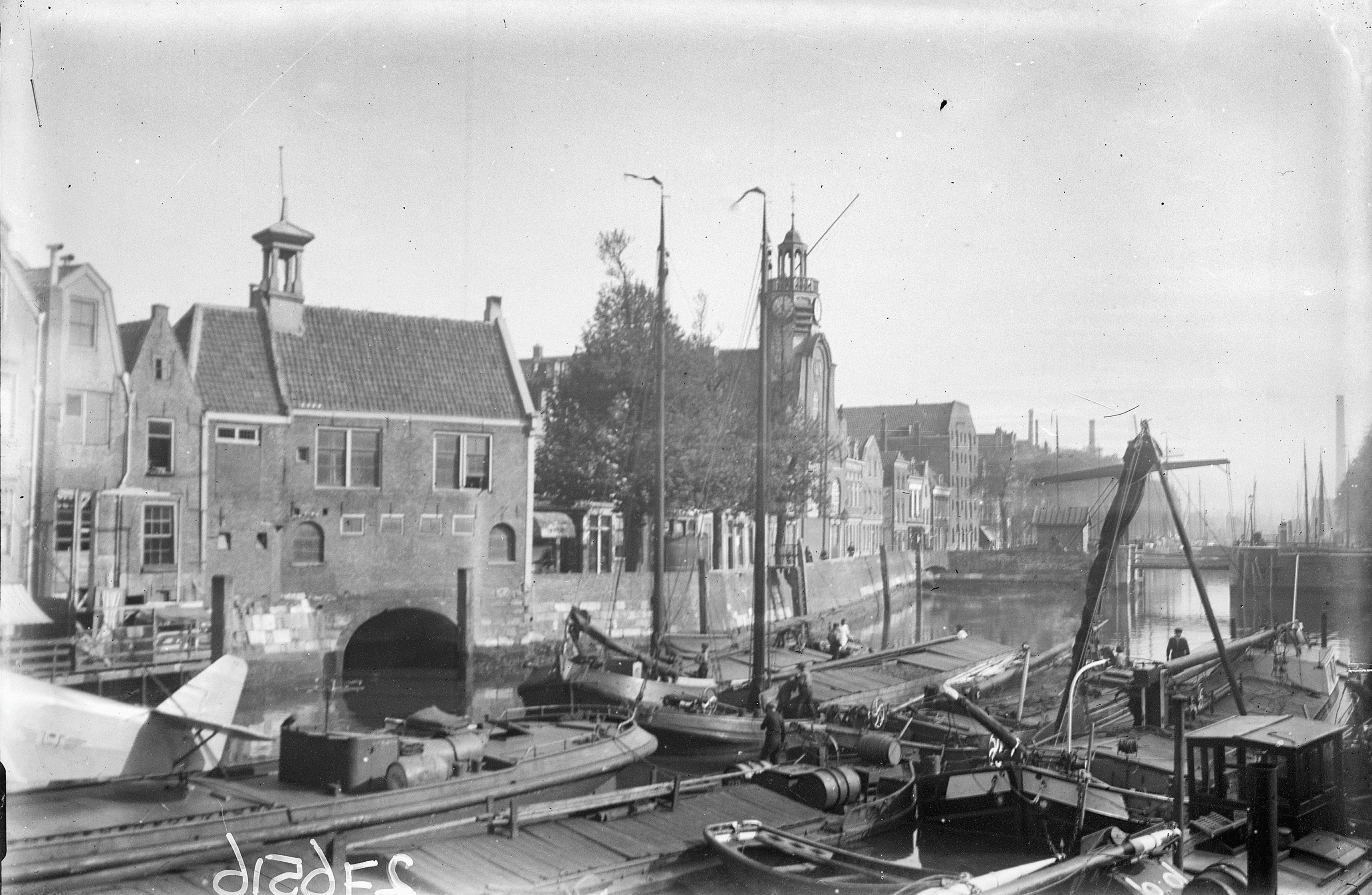
Maison des portefaix de Delfshaven.